# René Haselbacher
René Haselbacher (Wenen, 15 september 1977) is een Oostenrijks voormalig wielrenner. Hij nam deel aan diverse grote rondes, maar boekte weinig overwinningen. In de Ronde van Zwitserland 2005 werd Haselbacher tweede in het puntenklassement. Zijn loopbaan werd begin 2004 enige tijd onderbroken door een ruggenmergontsteking. Haselbacher stond bekend als een kamikaze in de sprint. Zijn bijnaam was Der Hasi, afgeleid van zijn naam. Begin 2011 stopte hij met wielrennen.

## Belangrijkste overwinningen
2002
- 3e etappe Ronde van Zweden
- Oostenrijks kampioenschap op de weg

2006
- 2e etappe en eindoverwinning Ronde van Rijnland-Palts

2008
- 5e etappe Ronde van Oostenrijk

## Resultaten in voornaamste wedstrijden
| Jaar | Ronde van Italië | Ronde van Frankrijk | Ronde van Spanje |
| ---- | ---------------- | ------------------- | ---------------- |
| 2002 | 106e             |                     |                  |
| 2003 |                  | opgave              |                  |
| 2004 |                  | opgave              |                  |
| 2005 |                  |                     | 121e             |
| 2006 |                  |                     | opgave           |
| 2007 |                  |                     |                  |
| 2008 |                  |                     |                  |

| Jaar | Milaan-San Remo | Gent-Wevelgem | Ronde van Vlaanderen | Luik-Bast.‑Luik | Parijs-Tours |  | WK op de weg |  | Wereldranglijsten |
| ---- | --------------- | ------------- | -------------------- | --------------- | ------------ |  | ------------ |  | ----------------- |
| 2002 |                 |               |                      | 114e            | 4e           |  | 14e          |  | 26e (UWB)         |
| 2003 | 28e             |               |                      |                 |              |  |              |  |                   |
| 2004 |                 | 18e           |                      |                 |              |  |              |  |                   |
| 2005 | 115e            |               |                      |                 | 8e           |  | 32e          |  | 137e (UPT)        |
| 2006 |                 | 43e           |                      |                 |              |  | 18e          |  | 195e (UPT)        |
| 2007 | 43e             | 119e          |                      |                 |              |  |              |  |                   |
| 2008 |                 | 165e          | 77e                  |                 |              |  |              |  |                   |